# Uebelmannia gummifera
Uebelmannia gummifera är en kaktusväxtart som först beskrevs av Curt Backeberg och Voll, och fick sitt nu gällande namn av Albert Frederik Hendrik Buining och Brederoo. Uebelmannia gummifera ingår i släktet Uebelmannia och familjen kaktusväxter.

## Underarter
Arten delas in i följande underarter:
- U. g. gummifera
- U. g. meninensis

## Bildgalleri

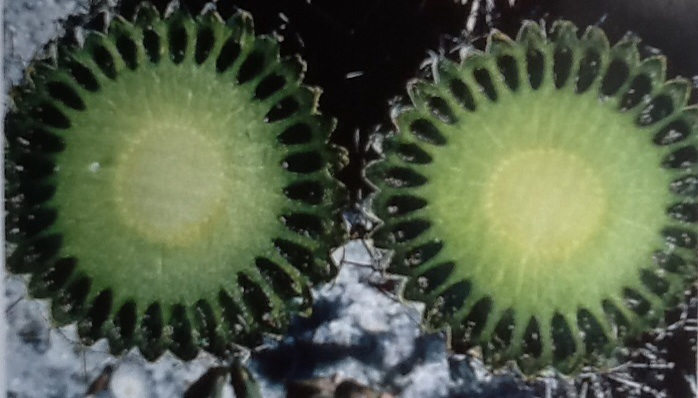